# Allium pseudocalyptratum
Allium pseudocalyptratum là một loài thực vật có hoa trong họ Amaryllidaceae. Loài này được Mouterde mô tả khoa học đầu tiên năm 1953.